# 淇县
淇县在中國河南省北部，地处黄河以北，是鹤壁市下辖的一個縣。

## 历史
古称朝歌，是商朝后期殷的都城。商朝的武乙、太丁（文丁）、帝乙、帝辛四代殷王在此建都，改称朝歌。周灭商殷，周成王平定三监之乱，朝歌一分为三：北部为邺，南部为卫（含朝歌城），东部为鄘（浚）。封康叔领地卫（含朝歌城），建立衞國，都于此403年。淇這個地名，屡见于《诗经》。秦时朝歌邑属三川郡。汉代置朝歌县，元代置淇州，明代改为淇县。中华人民共和国时期，淇县县政府所在地为朝歌镇。2010年，朝歌镇撤销，改为淇县朝歌街道。
商盘庚迁安阳后即称为殷。
现有摘心台，相传为帝辛（周人贬称纣王）自焚的鹿台遗址。摘心台，原称“摘星台”，相传比干于此被挖去心脏，故改称“摘心台”，现有“比干摘心处”石碑。淇县因淇河而得名。淇水源于河南林县临淇东部，经鹤壁流入淇县，再入卫河。

## 行政区划
淇县下辖4个街道办事处、4个镇、1个乡：
朝歌街道、桥盟街道、卫都街道、灵山街道、高村镇、北阳镇、西岗镇、庙口镇和黄洞乡。

## 人口
根據第七次人口普查數據，截至2020年11月1日零時，淇縣常住人口為262303人。

## 交通
- 107国道过境。

## 经济
淇县现在是一个以农业，畜牧业，轻工业，旅游业为主的县。